# دولت أباد (حسين أباد كردها)
دولت أباد (بالفارسية: دولت‌آباد) هي منطقة سكنية تقع في إيران في البلدة المركزية. يقدر عدد سكانها بـ 238 نسمة .